# Rezovac
Rezovac är ett samhälle i Kroatien.   Det ligger i länet Virovitica-Podravinas län, i den östra delen av landet, 110 km öster om huvudstaden Zagreb. Rezovac ligger 219 meter över havet och antalet invånare är 1 348.
Terrängen runt Rezovac är huvudsakligen platt. Rezovac ligger uppe på en höjd. Runt Rezovac är det ganska tätbefolkat, med 60 invånare per kvadratkilometer. Närmaste större samhälle är Virovitica, 6,0 km norr om Rezovac. I omgivningarna runt Rezovac växer i huvudsak lövfällande lövskog.